# Portada/article març 23

## Esperanto
L'esperanto és una llengua auxiliar planificada creada per l'oftalmòleg polonès d'origen jueu Ludwik Lejzer Zamenhof com a resultat d'una dècada de treball, amb l'esperança que es convertís en llengua auxiliar internacional. Segons les estadístiques, aquesta és la llengua planificada més parlada del món avui dia. El primer llibre on es descrivien les característiques de l'idioma, amb el títol Lingvo Internacia (Llengua Internacional), va ser publicat per Zamenhof el 1887. En l'actualitat hom estima que té entre 100.000 i 2.000.000 de parlants en tot el món i que hi ha entre 1.000 i 10.000 parlants natius d'esperanto.
La gramàtica de l'esperanto es basa en 16 regles fonamentals sense excepcions. Per l'estructura és una llengua aglutinant que procedeix per encadenament d'elements de base invariables.